# ジャガパティ・バーブ
ジャガパティ・バーブ（Jagapathi Babu、1962年2月12日 - ）は、インドの俳優。テルグ語映画を中心にタミル語映画、カンナダ語映画、ヒンディー語映画、マラヤーラム語映画で活動している。30年以上のキャリアの中で170本以上の長編映画に出演し、フィルムフェア賞 南インド映画部門やナンディ賞など多くの映画賞を受賞している。

## 生い立ち
1962年2月12日、映画監督V・B・ラジェーンドラ・プラサードの息子としてマチリーパトナムに生まれる。その後はチェンナイで暮らし、テルグ語映画で俳優の道に進んだ。妻ラクシュミーとの間に2女をもうけた。

## キャリア

### 1989年 - 2013年
1989年に父がプロデュースした『Simha Swapnam』でテルグ語映画デビューし、同年に『Adavilo Abhimanyudu』にも出演した。1992年に出演した『Peddarikam』は興行的な成功を収め、1993年に出演したラーム・ゴーパール・ヴァルマの『Gaayam』で人気を集め、1994年の『Subhalagnam』でファミリー層の支持を集め、人気俳優の地位を確立した。1996年にS・V・クリシュナ・レッディの『Maavichiguru』に出演し、ナンディ賞 主演男優賞を受賞した。
1997年に出演した『Subhakankshalu』『Pelli Pandiri』で興行的な成功を収め、1998年に出演した『Anthahpuram」でナンディ賞 助演男優賞を受賞した。2000年に出演した『Manoharam』で再びナンディ賞主演男優賞を受賞し、2003年から2005年にかけて『Kabaddi Kabaddi』『Athade Oka Sainyam』『Pedababu』『Anukokunda Oka Roju』などのヒット作に出演し、2006年には『Samanyudu』『Pellaina Kothalo』に出演した。2007年に出演した『Lakshyam』ではナンディ賞助演男優賞、フィルムフェア賞 テルグ語映画部門助演男優賞を受賞し、2011年には映画界への貢献が認められ、TSRラリタ・カラ・パリシャットからカラ・ブーシャナ賞を授与された。
テルグ語映画以外では、2006年に『Madrasi』でタミル語映画デビューし、2012年には『Thaandavam』でヴィクラムと共演した。2013年には『Bachchan』でカンナダ語映画デビューしている。

### 2014年 - 現在

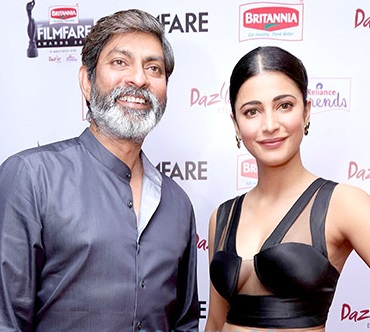
第62回フィルムフェア賞 南インド映画部門授賞式に出席するジャガパティ・バーブとシュルティ・ハーサン（2015年）

2014年に入り、ジャガパティ・バーブは演じるキャラクターの役柄を一変させ、キャリアを維持するために主人公の役を離れて悪役やサブキャラクターを多く演じるようになった。初めて悪役を演じたのはナンダムーリ・バーラクリシュナ主演の『Legend』であり、彼が演じた冷酷なドン・ジーテンドラ役は高く評価された。また、ラジニカーント主演の『Lingaa リンガー』でも悪役を演じ、2015年にはマヘーシュ・バーブ主演の『Srimanthudu』では主人公の父親役を演じた。2016年に出演したN・T・ラーマ・ラオ・ジュニア主演の『Nannaku Prematho』ではロンドン在住の大富豪役を演じ、演技を高く評価されている。同年には『Ism』『Jaguar』で悪役を演じ、マラヤーラム語映画『Pulimurugan』ではモーハンラールと共演した。2017年に出演したナーガ・チャイタニヤ主演の『Rarandoi Veduka Chudham』では、主人公の父親役を演じている。
2018年にはスクマールの『ランガスタラム』に出演し、村を支配する強権的な村長役を演じた。同作は興行収入が20億ルピーを超える好成績を収め、その年のテルグ語映画年間興行成績第1位となった。同年に出演した『Goodachari』ではバングラデシュ人テロリスト役を演じ、同作はスリーパー・ヒットを記録した。また、トリヴィクラム・シュリーニヴァースの『アラヴィンダとヴィーラ』で演じたバシ・レッディ役は、「キャリアの中で最高の演技の一つ」と称賛された。2019年には『リシの旅路』『サイラー ナラシムハー・レッディ 偉大なる反逆者』に出演している。2023年は『Kisi Ka Bhai Kisi Ki Jaan』でサルマーン・カーン、ヴェンカテーシュ・ダッグバーティと共演し、『SALAAR/サラール』ではプラバースと共演している。

## 受賞歴

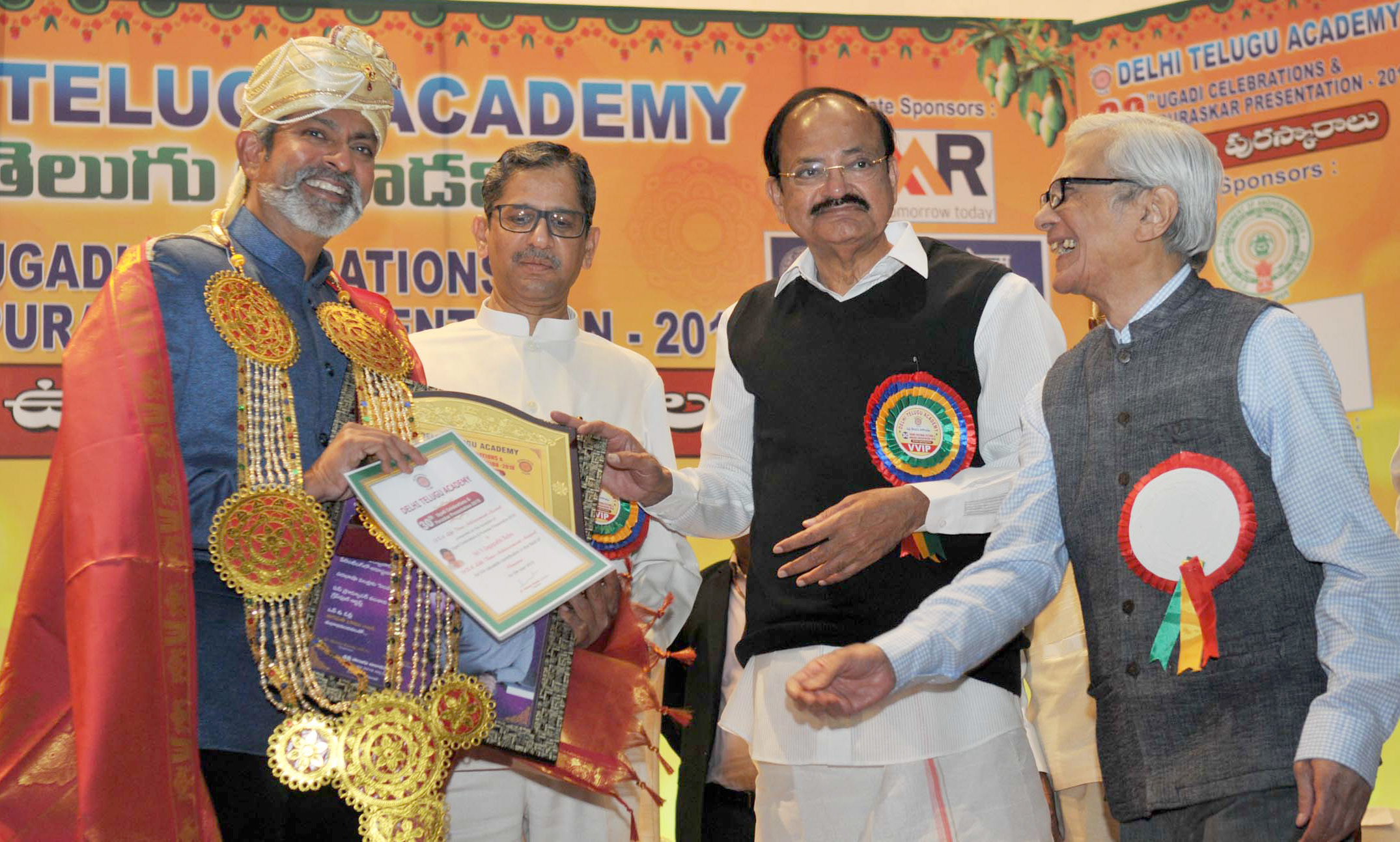
デリー・テルグ・アカデミー主催の第30回ウガティ・セレブレーション&プラスカル・プレゼンテーションで生涯功労賞を受賞するジャガパティ・バーブ（2018年）

| 年                                | 部門                              | 作品                              | 結果                              | 出典                              |
| フィルムフェア賞 南インド映画部門 | フィルムフェア賞 南インド映画部門 | フィルムフェア賞 南インド映画部門 | フィルムフェア賞 南インド映画部門 | フィルムフェア賞 南インド映画部門 |
| --------------------------------- | --------------------------------- | --------------------------------- | --------------------------------- | --------------------------------- |
| 1994年                            | テルグ語映画部門主演男優賞        | 『Gaayam』                        | ノミネート                        |                                   |
| 1995年                            | テルグ語映画部門主演男優賞        | 『Subhalagnam』                   | ノミネート                        |                                   |
| 1997年                            | テルグ語映画部門主演男優賞        | 『Maavichiguru』                  | ノミネート                        |                                   |
| 1998年                            | テルグ語映画部門主演男優賞        | 『Chilakkottudu』                 | ノミネート                        |                                   |
| 2006年                            | テルグ語映画部門助演男優賞        | 『Anukokunda Oka Roju』           | ノミネート                        |                                   |
| 2008年                            | テルグ語映画部門助演男優賞        | 『Lakshyam』                      | 受賞                              | [ 16 ]                            |
| 2009年                            | テルグ語映画部門助演男優賞        | 『Kathanayakudu』                 | ノミネート                        | [ 17 ]                            |
| 2011年                            | テルグ語映画部門助演男優賞        | 『Jai Bolo Telangana』            | ノミネート                        |                                   |
| 2015年                            | テルグ語映画部門助演男優賞        | 『Legend』                        | 受賞                              | [ 18 ]                            |
| 2016年                            | テルグ語映画部門助演男優賞        | 『Srimanthudu』                   | ノミネート                        | [ 19 ]                            |
| 2017年                            | テルグ語映画部門助演男優賞        | 『Nannaku Prematho』              | 受賞                              | [ 16 ]                            |
| 2019年                            | テルグ語映画部門助演男優賞        | 『アラヴィンダとヴィーラ』        | 受賞                              | [ 16 ]                            |
| ナンディ賞                        |                                   |                                   |                                   |                                   |
| 1989年                            | 審査員特別賞                      | 『Adavilo Abhimanyudu』           | 受賞                              | [ 20 ]                            |
| 1993年                            | 主演男優賞                        | 『Gaayam』                        | 受賞                              | [ 20 ]                            |
| 1996年                            | 主演男優賞                        | 『Maavichiguru』                  | 受賞                              | [ 20 ]                            |
| 1998年                            | 助演男優賞                        | 『Anthahpuram』                   | 受賞                              | [ 21 ]                            |
| 2000年                            | 主演男優賞                        | 『Manoharam』                     | 受賞                              | [ 22 ]                            |
| 2007年                            | 助演男優賞                        | 『Lakshyam』                      | 受賞                              | [ 23 ]                            |
| 2014年                            | 悪役賞                            | 『Legend』                        | 受賞                              | [ 24 ]                            |
| 南インド国際映画賞                |                                   |                                   |                                   |                                   |
| 2015年                            | テルグ語映画部門悪役賞            | 『Legend』                        | 受賞                              | [ 25 ]                            |
| 2017年                            | テルグ語映画部門悪役賞            | 『Nannaku Prematho』              | 受賞                              | [ 26 ] [ 27 ] [ 28 ]              |
| 2017年                            | マラヤーラム語映画部門悪役賞      | 『Pulimurugan』                   | ノミネート                        | [ 26 ] [ 27 ] [ 28 ]              |
| 2017年                            | 審査員特別賞                      | 『Pulimurugan』                   | 受賞                              | [ 26 ] [ 27 ] [ 28 ]              |
| 2019年                            | テルグ語映画部門悪役賞            | 『ランガスタラム』                | ノミネート                        | [ 29 ]                            |
| 2021年                            | テルグ語映画部門悪役賞            | 『リシの旅路』                    | ノミネート                        |                                   |
| 2021年                            | タミル語映画部門悪役賞            | 『永遠の絆』                      | ノミネート                        |                                   |
| IIFAウトサヴァム                  |                                   |                                   |                                   |                                   |
| 2016年                            | テルグ語映画部門助演男優賞        | 『Srimanthudu』                   | 受賞                              | [ 30 ]                            |
| 2017年                            | テルグ語映画部門悪役賞            | 『Nannaku Prematho』              | 受賞                              | [ 31 ]                            |
| 2024年                            | カンナダ語映画部門悪役賞          | 『Kaatera』                       | 受賞                              |                                   |
| アジアネット映画賞                |                                   |                                   |                                   |                                   |
| 2017年                            | 悪役賞                            | 『Pulimurugan』                   | 受賞                              | [ 32 ]                            |